# Wojciech Krajewski (koszykarz)
Wojciech Krajewski (ur. 23 stycznia 1949 w Szczytnie) – polski koszykarz oraz trener koszykarski.

## Osiągnięcia trenerskie
Drużynowe
- 4. miejsce w Pucharze Koracia (1997)
- 5-krotny mistrz Polski (1983, 1984, 1989, 1990, 1997)[1]
- 3-krotny wicemistrz Polski (1982, 1985, 1994[1])
- 3-krotny brązowy medalista mistrzostw Polski (1987, 1988, 1995)
- 3-krotny zdobywca Pucharu Polski (1984, 1995[1], 1996)
- Uczestnik rozgrywek:
  - fazy TOP 8 Pucharu Europy Mistrzów Krajowych (1989/90)
  - pucharu:
    - Europy Mistrzów Krajowych (1984/85)
    - Koracia (1996/97, 2000/01)
    - Saporty (1994–1996)
- Awans z Lechem Poznań do najwyższej klasy rozgrywkowej (1981)[1]

Indywidualne
- Najlepszy trener polskiej ligi (1996)[2]
- 2-krotny trener drużyny gwiazd podczas meczu gwiazd PLK (1995, 1996)[2][3]